# Petr Čech
Petr Čech (* 20. Mai 1982 in Pilsen, Tschechoslowakei) ist ein ehemaliger tschechischer Fußball- und gegenwärtiger Eishockeytorhüter. Der 1,96 Meter große linksfüßige und -händige Torwart wurde bei Viktoria Pilsen ausgebildet und schaffte beim FK Chmel Blšany mit 17 Jahren den Schritt in den Profifußball. Über Sparta Prag wechselte er 2002 nach Frankreich zu Stade Rennes, ehe er zwei Jahre später im Alter von 22 Jahren nach England zum FC Chelsea kam. Dort entwickelte sich Čech zum Weltklassetorwart und wurde 2005 zum IFFHS-Welttorhüter des Jahres gewählt. Nach einem im Oktober 2006 erlittenen Schädelbasisbruch spielte er nach seinem Comeback mit einem Helm, der sein „Markenzeichen“ wurde. Für die Londoner absolvierte der Tscheche in 11 Jahren u. a. 333 Spiele in der Premier League, wurde neben zahlreichen weiteren nationalen Titeln 2005, 2006, 2010 und 2015 englischer Meister sowie 2012 Champions-League- und 2013 Europa-League-Sieger. Von 2015 bis 2019 spielte der Tscheche für den FC Arsenal, ehe er seine Karriere im Alter von 37 Jahren beendete.
Darüber hinaus ist der U21-Europameister von 2002 mit 124 Einsätzen Rekordspieler der tschechischen A-Nationalmannschaft, für die er zwischen 2002 und 2016 aktiv war. Mit ihr nahm er 2004, 2008, 2012 und 2016 an vier Europameisterschaften sowie 2006 an der Weltmeisterschaft in Deutschland teil.
Zuletzt war Čech von 2019 bis 2022 für den FC Chelsea als Berater tätig.

## Karriere

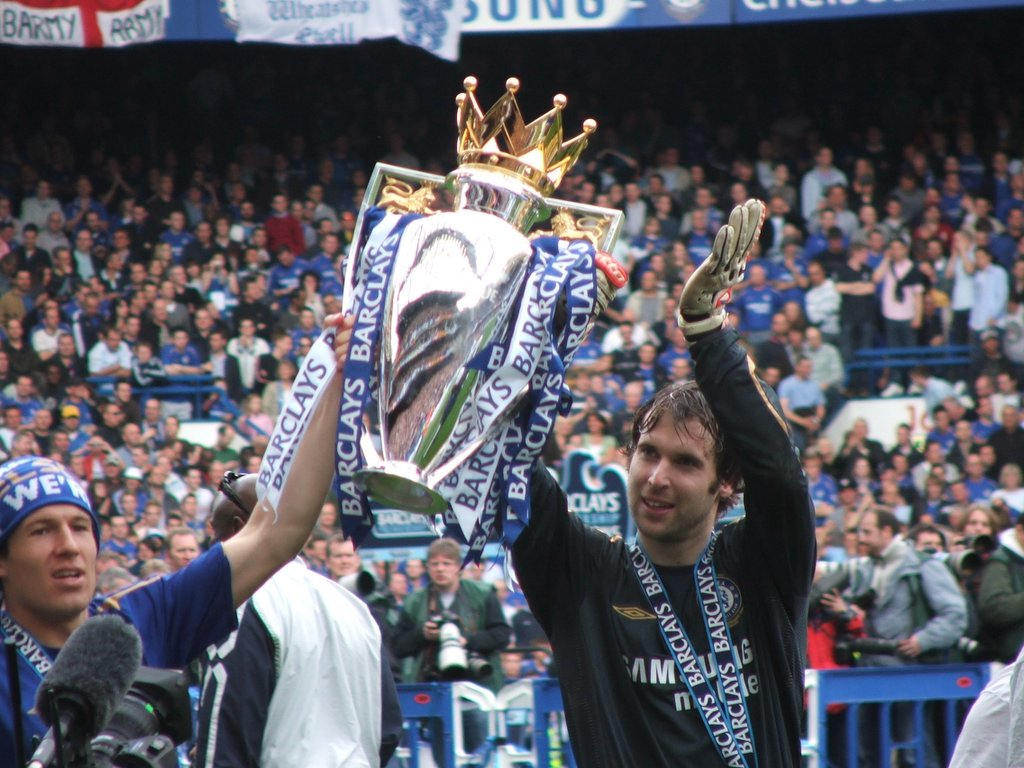
Čech neben Arjen Robben mit der Premier-League-Trophäe (2006)

### Vereine
Čech begann mit dem Fußballspielen in der Jugend von Viktoria Pilsen als Mittelfeldspieler und spielte nur ab und zu als Torhüter. Nach einem Beinbruch im Alter von zehn Jahren entschied er sich, nur noch im Tor zu stehen. 1999 gab Čech im Alter von 17 Jahren beim FK Chmel Blšany sein Debüt als Profi. Zur Saison 2001/02 wechselte er für 600.000 Euro zu Sparta Prag, wo er sich bald einen Stammplatz sicherte. Nach einer Saison bei Sparta wechselte er zu Beginn der Saison 2002/03 für fünf Millionen Euro zu Stade Rennes nach Frankreich. Zuvor hatte er ein Probetraining beim Bundesligisten Werder Bremen absolviert; der Wechsel scheiterte allerdings an der geforderten Ablösesumme.
Im Januar 2004 stimmte Čech einem Wechsel für fünf Jahre zum FC Chelsea zu, der ihn im Sommer 2004 für 13 Millionen Euro nach London holte. Dort verdrängte er Carlo Cudicini, der damals als einer der besten Torhüter der Premier League galt. Am 1. Februar 2006 verlängerte Čech seinen Vertrag um ein Jahr bis 2010 zu verbesserten Konditionen. In der Saison 2011/12 gewann er mit Chelsea die Champions League. Im Finale gegen Bayern München, in dem es nach 90 Minuten 1:1 gestanden hatte, parierte er in der Verlängerung einen Strafstoß von Arjen Robben und rettete seine Mannschaft so in das Elfmeterschießen. In diesem parierte er zwei weitere Elfmeter, womit er maßgeblichen Anteil am Triumph Chelseas hatte.
Am 22. April 2014 verletzte er sich in der Champions-League-Halbfinalbegegnung des FC Chelsea gegen Atlético Madrid und fiel für den Rest der Saison 2013/14 aus.
In der Saison 2014/15 war Čech nur Ersatztorhüter hinter Thibaut Courtois. Er kam in dieser Spielzeit zu sieben Premier-League-, zwei FA-Cup-, vier League-Cup und drei Champions-League-Einsätzen. Čech gewann mit seinem Klub zum vierten Mal die Meisterschaft und zum dritten Mal den League Cup.
Zur Saison 2015/16 verließ Čech den FC Chelsea nach elf Jahren und wechselte zum FC Arsenal. Sein erstes Pflichtspiel für Arsenal war das Spiel um den FA Community Shield 2015 gegen seinen vorherigen Verein, das mit 1:0 gewonnen wurde.
Im Januar 2019 gab der Torhüter das Ende seiner aktiven Karriere nach dem Ende der Saison 2018/19 bekannt. Sein letztes Spiel war das Europa-League-Finale, das er mit dem FC Arsenal mit 1:4 gegen den FC Chelsea verlor.
Mit dem Beginn der Saison 2020/21 nahm Čech parallel zu seiner Funktionärstätigkeit beim FC Chelsea am Mannschaftstraining der Profimannschaft teil. Mit dem Cheftrainer Frank Lampard hatte der Tscheche zwischen 2004 und 2014 zusammengespielt. Ende Oktober 2020 setzte ihn der FC Chelsea aufgrund der COVID-19-Pandemie neben seinen vier Torhütern Édouard Mendy, Kepa, Willy Caballero und Karlo Žiger „vorsorglich“ als „non-contract player“ auf die Premier-League-Spielberechtigungsliste. Für die Champions League wurde der 38-Jährige hingegen nicht gemeldet. Nach 565 Tagen ohne Einsatz stand er am 14. Dezember 2020 für die U23 der Blues im Tor, nachdem Lucas Bergström geschont werden sollte und Karlo Žiger aufgrund des Corona-Hygienekonzepts nicht eingesetzt werden durfte, da dieser dauerhaft mit der Profimannschaft trainierte. Das Team gewann nach einem 0:2-Rückstand noch mit 3:2.

### Nationalmannschaft

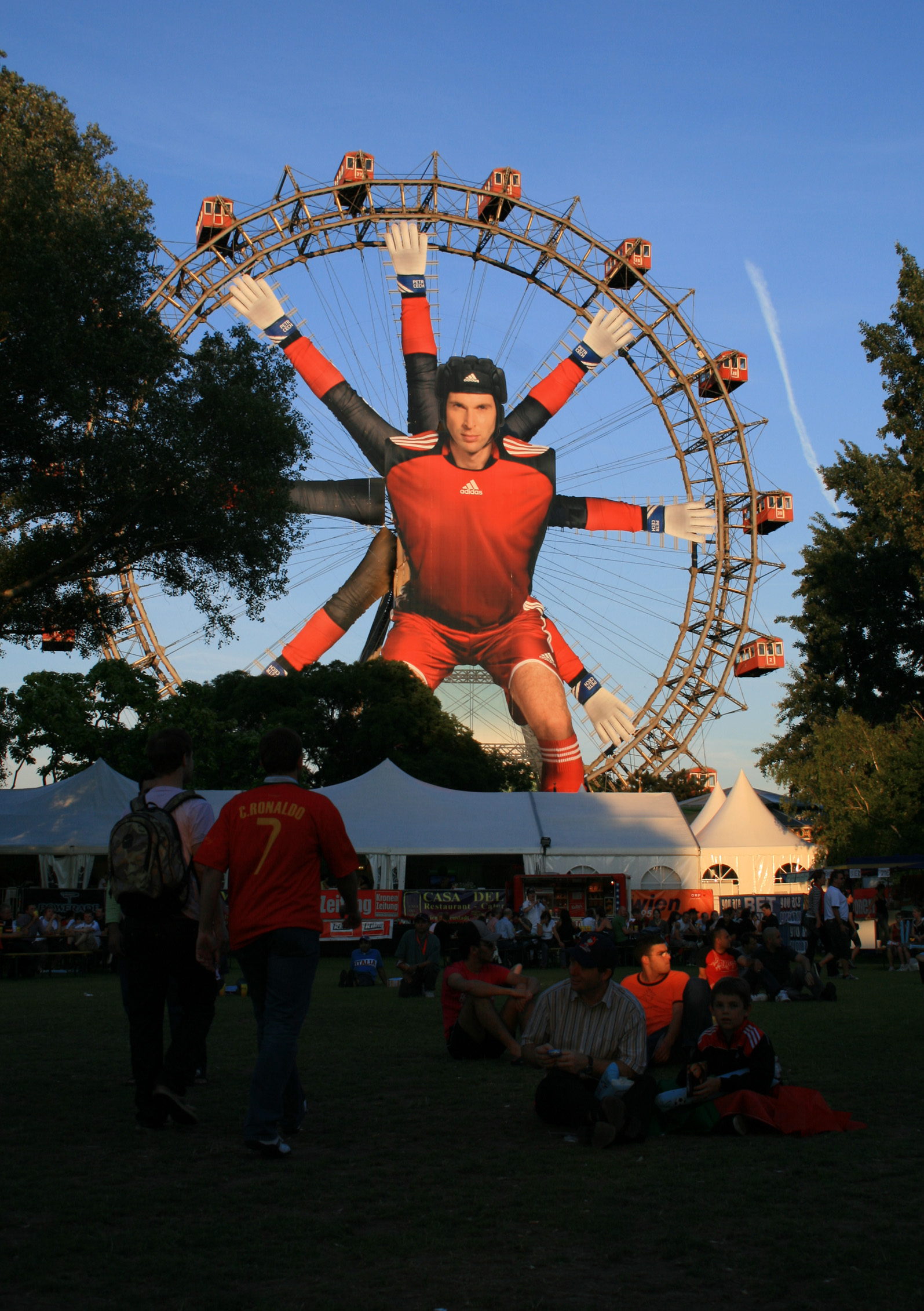
Das Wiener Riesenrad war anlässlich der EM 2008 mit einem Bild Čechs dekoriert

Čech absolvierte 56 Länderspiele in den verschiedenen Nachwuchsteams seines Landes und wurde 2002 U-21-Europameister. Im selben Jahr debütierte er in der tschechischen A-Nationalmannschaft.
Bei seinem ersten großen internationalen Turnier, der Euro 2004, zog Čech mit seinem Team bis ins Halbfinale ein, das man gegen den späteren Europameister Griechenland verlor. Aufgrund seiner Leistungen wurde Čech ins UEFA-All-Star-Team und zum Torhüter des Turniers gewählt.
Bei der WM 2006 schied Čech mit seiner Mannschaft in der Vorrunde aus. Dabei war er einer der besten Akteure seiner Mannschaft. Auch bei der Euro 2008 in Österreich und der Schweiz scheiterte Čech mit dem Nationalteam bereits in der Vorrunde. Im letzten Gruppenspiel unterlag Tschechien der Türkei mit 2:3; Čech leistete sich einen folgenschweren Fehler, aus dem das 2:2 in der Schlussphase resultierte. Wenig später erzielte die Türkei den Siegtreffer. Dabei hätte die Mannschaft einen Sieg zum Viertelfinaleinzug gebraucht, bei Remis hätte es Elfmeterschießen gegeben.
Am 26. März 2013 machte er beim 3:0-Sieg im WM-Qualifikationsspiel gegen Armenien als zweiter Tscheche sein 100. Länderspiel.
Bei der Fußball-Europameisterschaft 2016 in Frankreich wurde er als Stammtorhüter in das tschechische Aufgebot aufgenommen und stand in allen drei Gruppenspielen im Tor. Mit nur einem Punkt und 5 Gegentoren schied das Team als Tabellenletzter aus.
Am 8. Juli 2016 gab Čech seinen Rücktritt aus der tschechischen Nationalelf bekannt.

## Kopfverletzung
Im Premier-League-Spiel gegen den FC Reading am 14. Oktober 2006 zog Čech sich 16 Sekunden nach dem Anpfiff der Partie bei einem Zusammenstoß mit seinem Gegenspieler Stephen Hunt einen Schädelbasisbruch zu. Er wurde noch am selben Tag operiert. Drei Monate später, im Januar 2007, stieg er wieder ins Mannschaftstraining ein. Allerdings kann der Heilungsprozess einer Schädelverletzung mehrere Jahre dauern. Čech spielte daher seitdem mit einem 80 Gramm schweren Helm aus Kunststoff, ähnlich einem Rugby-Helm. Der ursprüngliche Helm wurde speziell für ihn von dem neuseeländischen Sportartikelhersteller Canterbury of New Zealand gefertigt. Später trug er ein Modell seines Ausrüsters Adidas. Er setzt sich seit seiner Verletzung für mehr Rechte für Torhüter ein. Er bemängelt, Torhüter würden zu wenig Schutz durch die Schiedsrichter erhalten. 2008 erlitt er wieder eine Gehirnerschütterung und fiel für acht Wochen aus.

## Erfolge/Titel

### Nationalmannschaft
- U21-Europameister: 2002

### Verein
- UEFA Champions League: 2012 (Finalist: 2008)
- UEFA Europa League: 2013 (Finalist: 2019)
- Englischer Meister: 2005, 2006, 2010, 2015
- Englischer Ligapokal: 2005, 2007, 2015
- Englischer Supercup: 2005, 2009, 2015, 2017
- Englischer Pokal: 2007, 2009, 2010, 2012, 2017

### Persönliche Auszeichnungen
- IFFHS-Welttorhüter des Jahres 2005
- UEFA Club Football Awards Torhüter des Jahres: 2005, 2007, 2008, 2012
- UEFA Team of the Year: 2005, 2012
- Premier League Spieler des Monats April 2007
- Étoile d’Or 2004
- Fußballer des Jahres in Tschechien 2005, 2008, 2009, 2010, 2011, 2012, 2013[12], 2015[13]
- Goldener Ball der Tschechischen Republik 2005, 2006, 2007, 2008, 2011[14]
- Chelsea Player of the Year: 2011

### Rekorde

#### Saison 2001/02
- 928 Minuten in Folge ohne Gegentor mit Sparta Prag (Gambrinus Liga)

#### Saison 2004/05
- 1025 Minuten in Folge ohne Gegentor mit Chelsea (Premier League)
- 25 Spiele ohne Gegentor
- wenigste Gegentore in einer Saison

#### Saison 2015/16
- Beim Spiel von Arsenal gegen Bournemouth blieb Čech zum 170. Mal in der Premier League ohne Gegentor und brach damit den bisherigen Rekord von David James.

## Karriere nach der aktiven Laufbahn

### Funktionär
Im Anschluss an Čechs Karriereende gab der FC Chelsea seinen Verbleib im Verein bekannt. Er nahm schließlich ab 2019 die Aufgaben eines „technischen Beraters“ wahr. Im Sommer 2022 legte er dieses Amt nieder.

### Eishockey
Anfang Oktober 2019 gab Čech bekannt, zukünftig Eishockey spielen zu wollen und unterschrieb einen Vertrag beim in der semiprofessionellen britischen National Ice Hockey League Division 2 spielenden Verein Guildford Phoenix auf der Position des Eishockeytorwarts. Am 13. Oktober 2019 gab Čech sein Debüt für die Phoenix gegen die Swindon Wildcats II bei einem 3:2-Sieg und wurde zum Man of the Match gekürt. Am 8. Februar 2020 wurde Čech zum National Ice Hockey League Division 2 Spieler des Monats Januar gewählt. Nach der Saison 2020 beendete er seine Eishockey-Karriere, kehrte aber im August 2021 zu Guildford zurück. Dort feierte er am 9. September 2021 sein Comeback. Im November 2022 verließ Cech den Klub wieder nach zwei Spielzeiten und unterschrieb beim höherklassigeren Verein Chelmsford Chieftains in der National Ice Hockey League Division 1 South. Zur Saison 2023/24 unterschrieb er einen Einjahresvertrag bei den Oxford City Stars. Beim 3:2-Sieg über Streatham wurde Cech nach 62 gehaltenen Schüssen auf sein Tor zum Mann des Spiels gekürt.
Karrierestatistik
(Legende zur Torhüterstatistik: GP oder Sp = Spiele insgesamt; W oder S = Siege; L oder N = Niederlagen; T oder U oder OT = Unentschieden oder Overtime- bzw. Shootout-Niederlage; Min. = Minuten; SOG oder SaT = Schüsse aufs Tor; GA oder GT = Gegentore; SO = Shutouts; GAA oder GTS = Gegentorschnitt; Sv% oder SVS% = Fangquote; EN = Empty Net Goal; 1 Play-downs/Relegation; Kursiv: Statistik nicht vollständig)

## Privates
Petr Čech kam am 20. Mai 1982 als Drilling gemeinsam mit seiner Schwester und seinem Bruder zur Welt. Weiters hat er eine vier Jahre ältere Schwester. Von seinem Drillingsbruder berichtete er erstmals im Juni 2024, der im Alter von 2 Jahren an den Folgen einer Hirnhautentzündung starb. Zuvor hatte er die Privatsphäre seiner Eltern schützen wollen und gesagt, dass er eine Zwillingsschwester habe. 2003 heiratete er Martina Čechová, mit der er zwei Kinder hat.
Damián Čech, einer seiner beiden Söhne, der ebenfalls als Torhüter spielt, unterschrieb im Juli 2025 im Alter von 16 Jahren beim FC Fulham.